# Maoile Lunndaidh
Der Maoile Lunndaidh ist ein 1.005 m (3.297 ft) hoher, als Munro eingestufter Berg in den schottischen Highlands. Sein gälischer Name kann in etwa mit Kahler Berg des nassen Orts oder Kahlköpfiger nasser Hügel übersetzt werden. Der Gipfel liegt in einer weitgehend unbesiedelten Berglandschaft etwa 18 Kilometer östlich von Strathcarron und 15 Kilometer südwestlich von Achnasheen.
In der einsamen Berglandschaft nördlich von Loch Monar und südlich des Glen Carron ist der Maoile Lunndaidh der zweithöchste Munro nach seinem westlichen Nachbarn, dem 1.053 m (3.455 ft) hohen Sgùrr a’ Chaorachain. Er besitzt einen komplexen Aufbau mit mehreren Graten und tief eingeschnittenen Corries sowie einem weitläufigen flachen Gipfelplateau. Nach neueren Messungen ist der durch einen Cairn markierte Gipfel des Maoile Lunndaidh nicht der höchste Punkt des weitläufigen und flachen Gipfelplateaus. Dies ist vielmehr der gut 30 cm höhere, südwestlich auf dem Plateau liegende Creag Toll a’ Choin, der lediglich durch eine kaum wahrnehmbare flache, auf knapp unter 1000 m liegende Senke vom Maoile Lunndaidh getrennt ist. Der Creag Toll a’ Choin, der bereits in früheren Jahrzehnten in der Liste der Munros geführt wurde, ist daher seit 2014 als Marilyn eingestuft, die Munro-Liste des Scottish Mountaineering Club (SMC) führt dagegen weiterhin den Maoile Lunndaidh als Munro. Der Maoile Lunndaidh weist daher mit knapp 11 Metern die niedrigste Schartenhöhe aller Munros auf, die Schartenhöhe des Creag Toll a’ Choin beträgt dagegen 403 Meter.
Neben diesen beiden Gipfeln besitzt das weitläufige Plateau in seinem Nordwestteil mit dem 993 m (3.258 ft) hohen Càrn nam Fiaclan einen dritten Gipfel. Von Nordwesten schneidet das von steilen felsigen Wänden geprägte Fhuar-toll Mòr tief in das Plateau ein, von Südosten das ebenfalls tief eingeschnittene Toll a’ Choin. Zwischen beiden Corries  verbindet ein schmaler Rücken die beiden Teile des Gipfelplateaus. Der Gipfel des Maoile Lunndaidh liegt im nordöstlichen Teil des Plateaus. Ein breiter Grat verläuft nach Osten, ein weiterer nach Norden. Während er steil und felsig in das Fhuar-toll Mòr abfällt, verläuft der Nordgrat nach Norden und auf seiner Ostseite deutlich sanfter bis zu den das vom Oberlauf des Meig durchflossene Gleann Fhiodhaig überragenden Felsstufen Creag Dhubh Mhòr ab. Ein weiterer Grat verläuft auf der Ostseite des Toll a’ Choin nach Südosten. Der Creag Toll a’ Choin liegt am südwestlichen Ende des beide Plateauteile verbindenden Rückens. Nach Südwesten und Westen fällt das Plateau hier überwiegend mit steilen grasigen Hängen ab, es besitzt einen nach Süden bis zum Vorgipfel Creag an Dubh-thuill führenden Grat. Vom Càrn nam Fiaclan führen Grate nach Westen und Nordwesten, letzterer begrenzt auf seiner Ostseite mit steilen Felswänden das Fhuar-toll Mòr.

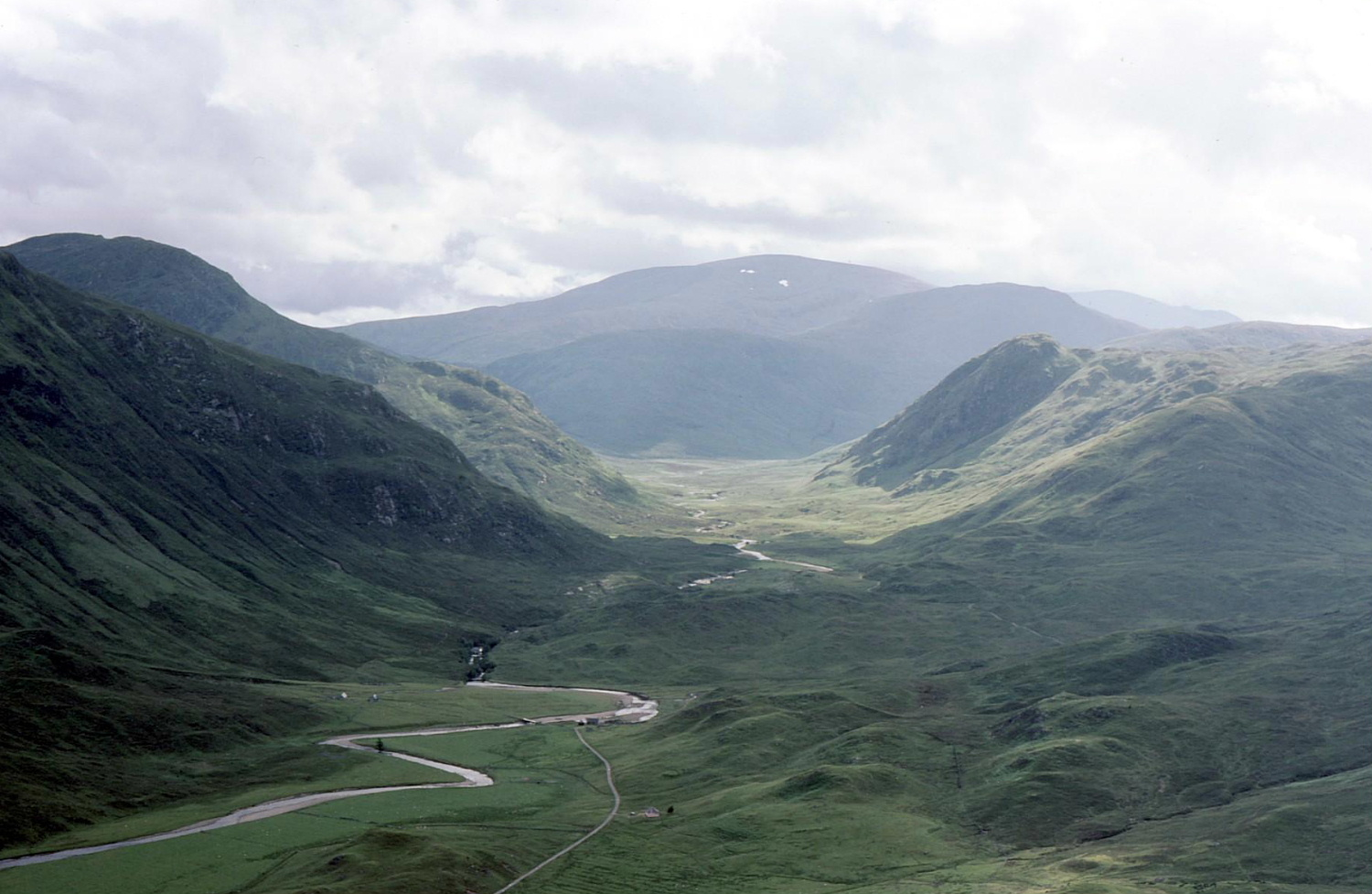
Das Gleann Fhiodhaig mit dem Maoile Lunndaidh (Bildmitte)
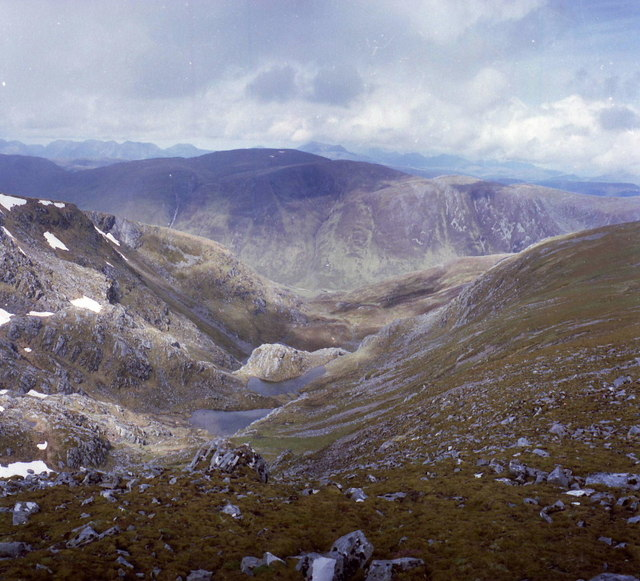
Blick vom Gipfelplateau in das Fhuar-toll Mòr, im Hintergrund der Mòruisg
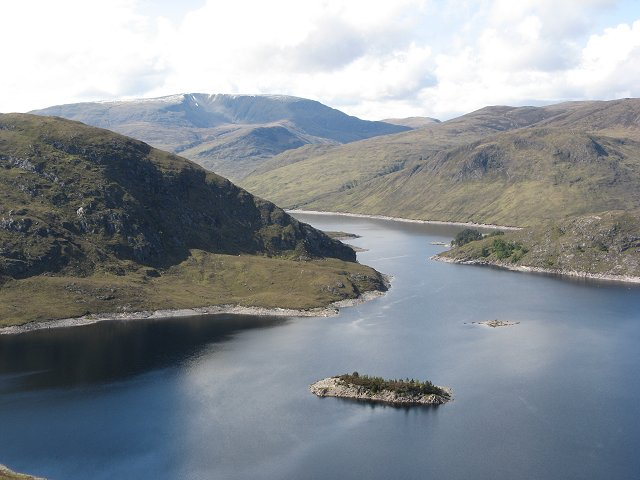
Das Südostende von Loch Monar, im Hintergrund der Maoile Lunndaidh
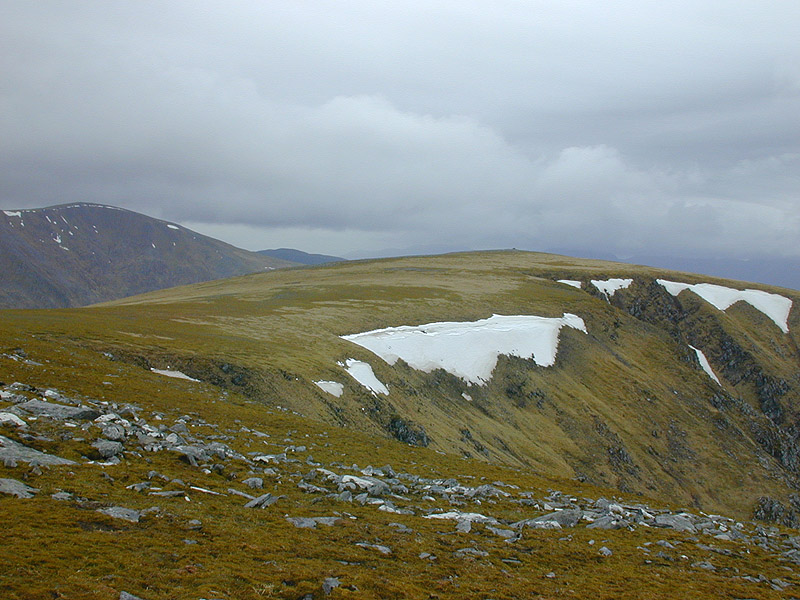
Das breite Gipfelplateau, im Hintergrund der Gipfelcairn des Maoile Lunndaidh

Durch die Lage des Maoile Lunndaidh nördlich des nicht durch öffentliche Straßen erschlossenen Loch Monar sind mögliche Anstiege von Süden oder Osten mit sehr langen Anmärschen verbunden. In der Regel wird der Berg daher von Nordwesten bestiegen. Ausgangspunkt ist ein Parkplatz an der A890 bei der kleinen Ansiedlung Craig, zwischen Achnasheen und Achnashellach. Der Weg führt durch das Tal des Allt a’ Chonais über die Wasserscheide zum Gleann Fhoidhaig bis zum Fuß des Massivs auf dessen Nordseite. Aufstiegsmöglichkeiten zum Plateau bestehen über den West- und den Nordwestgrat zum Càrn nam Fiaclan und weiter über das Plateau oder über den Nordgrat direkt zum Gipfelcairn des Maoile Lunndaidh.